# Нана Дзагнидзе
Нана Дзагнидзе (на грузински: ნანა ძაგნიძე) е грузинска шахматистка, гросмайстор.

## Шахматна кариера
Дзагнидзе е световна шампионка за момичета до 20-годишна възраст от първенството в Азербайджан през 2003 година.
През 2009 година взима участие в ежегодния турнир „Гибтелеком Мастърс“, където получава наградата за жени, защото е най-добре представилата се участничка от нежния пол в турнира. Дзагнидзе постига резултат 7 точки от 10 възможни, което ѝ отрежда 7-11 място в крайното класиране. Същата година завършва на второ място на турнира в Нандзин, който е част от „Гран при“ серията на ФИДЕ.
През юли 2010 година спечелва турнира от „Гран при“ серията за жени на ФИДЕ в Джермук с резултат 9 точки от 11 възможни. През декември участва на световното първенство за жени в Турция, където във втория кръг е отстранена след тайбрек от Алмира Скрипченко.
През 2012 година спечелва световната купа по ускорен шахмат за жени на АШП, след като побеждава на финала след тайбрек Пия Крамлинг.
Дзагнидзе става гросмайстор за жени през 2001 година и международен майстор през 2004 година. През 2008 година е удостоена с най-високото звание в шахмата – гросмайстор.

## Участия на шахматни олимпиади
| Година | Организатор    | Отбор  | Класиране (отборно) | Дъска |
| 2004   | Калвия         | Грузия | 4                   | Втора |
| 2006   | Торино         | Грузия | 6                   | Втора |
| 2008   | Дрезден        | Грузия | 1                   | Втора |
| 2010   | Ханти Мансийск | Грузия | 3                   | Първа |